# Dom Turecki w Krakowie
Dom Turecki – zabytkowy budynek znajdujący się w Krakowie, w dzielnicy I przy ul. Długiej 31, na rogu z ul. Pędzichów 2, na Kleparzu.
Został zbudowany w latach 1883–1885 i był wtedy dwupiętrową kamienicą.
W 1910 roku przebudowana według projektu Henryka Lamensdorfa dla Artura Teodora Rayskiego, uczestnika powstania styczniowego i oficera armii osmańskiej w Turcji. Powstał 3-piętrowy, 4-skrzydłowy dom z wewnętrznym podwórzem.
Szczyt zdobi nadwieszona wieżyczka-minaret, otoczona galeryjką, i nakryta hełmem stożkowym z półksiężycem. W narożnikach znajdują się dwa skromniejsze minarety. Według legendy minarety zostały zbudowane dla żony Rayskiego, muzułmanki, aby przypominały jej ojczysty Egipt. W rzeczywistości żoną Rayskiego była Józefa z Seroczyńskich, katoliczka, której podpis widnieje na planach kamienicy. To właśnie ona pozwoliła na budowę minaretu.
Na frontowej elewacji znajduje się tablica pamiątkowa poświęcona generałowi brygady pilotowi Ludomiłowi Rayskiemu, twórcy polskiego lotnictwa, który mieszkał w tym domu.
Przed kamienicą, na niewielkim skwerku, znajduje się kolumna z figurą Matki Bożej. Postawiono ją we wrześniu 1865 roku, na miejscu zniszczonej przez burzę w lipcu tegoż roku, starszej figury. Odnowiona w roku 1897.

## Galeria

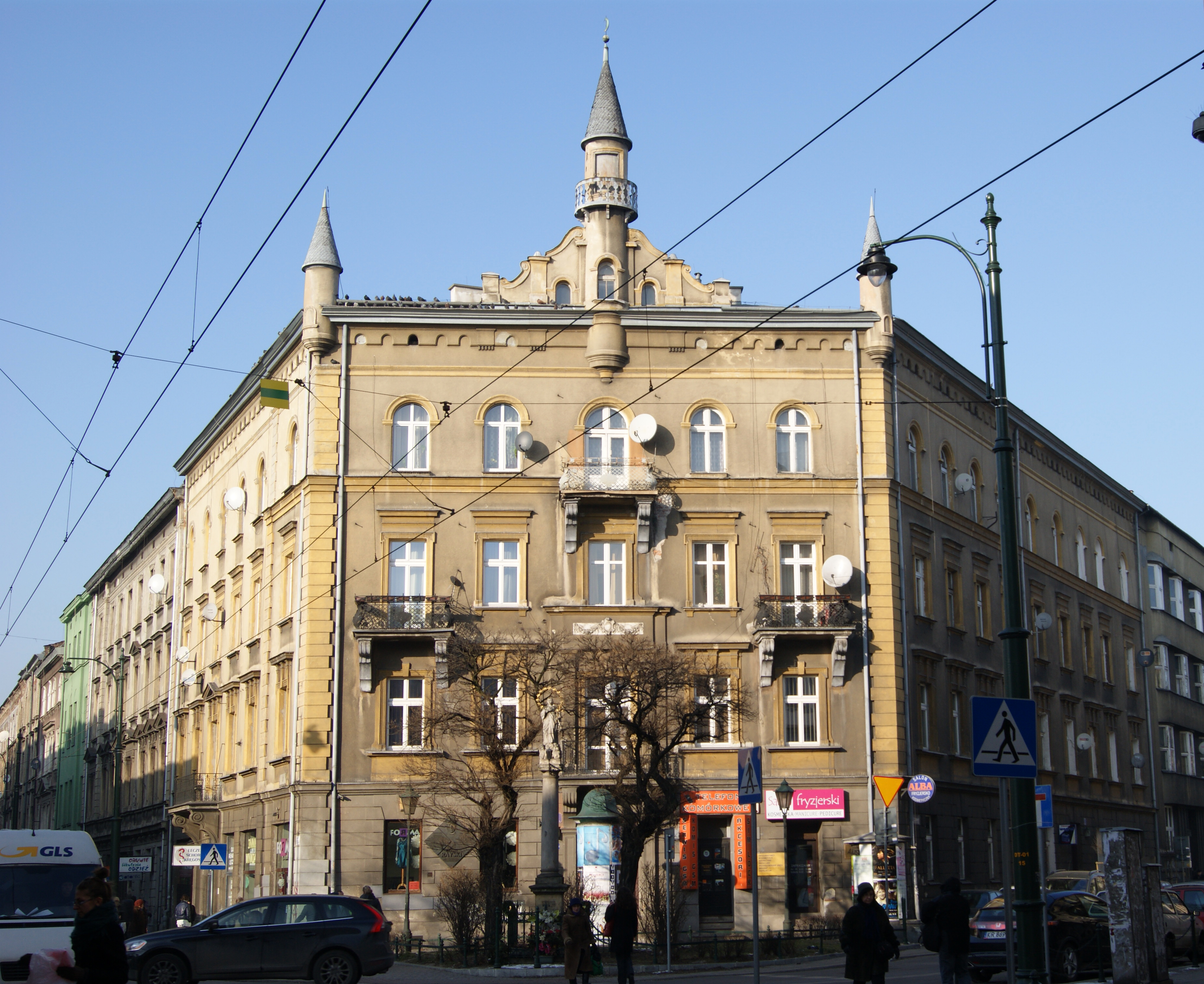
Stan przed remontem, 2011
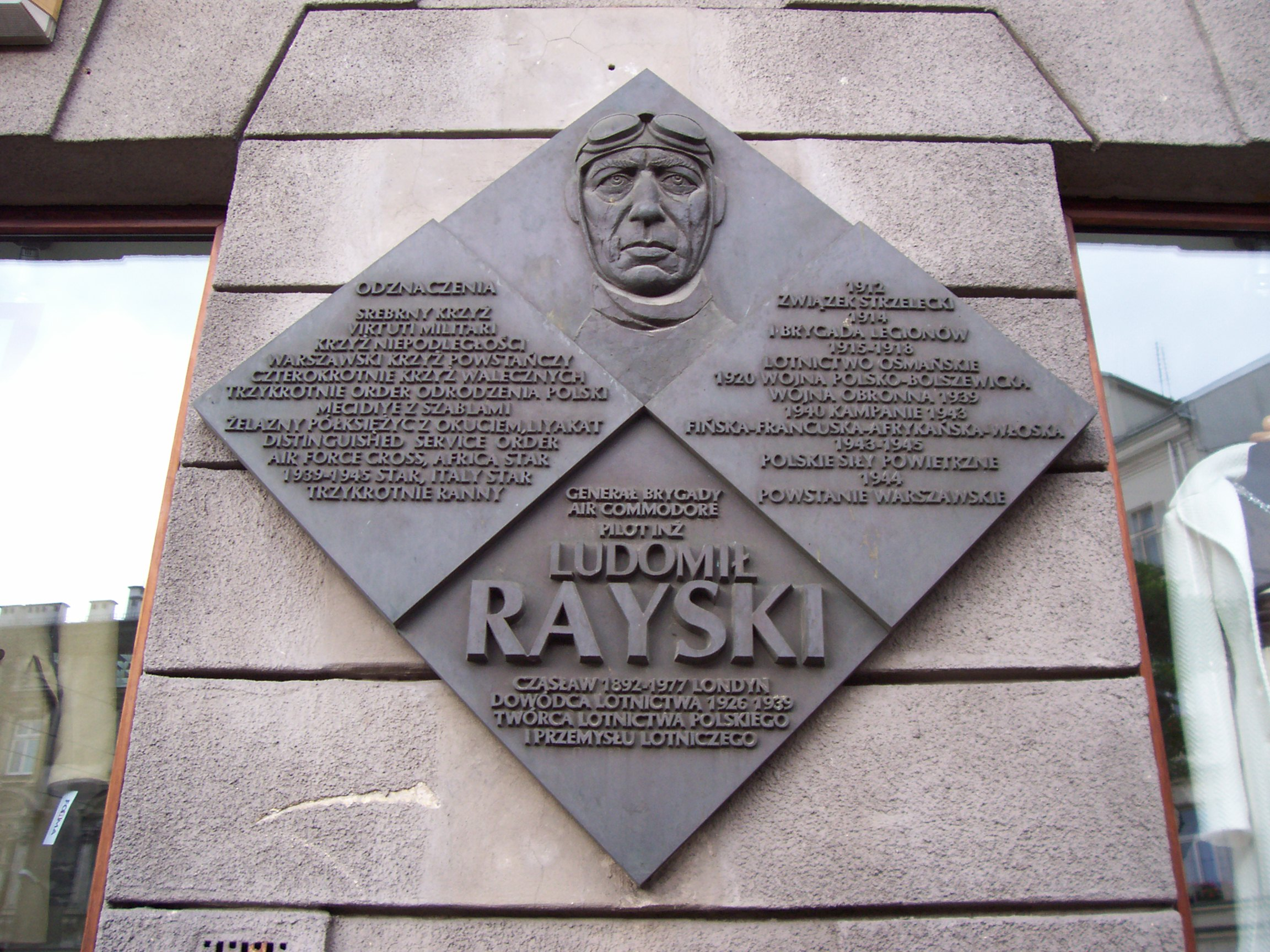
Tablica pamiątkowa poświęcona Ludomiłowi Rayskiemu